# Corytophanes hernandesii
Espèce
Synonymes
- Chamaeleopsis hernandesii Wiegmann, 1831
- Corytophanes chamaeleopsis Duméril & Bibron, 1837
- Corytophanes mexicanus Bocourt, 1874

Statut de conservation UICN

 LC  : Préoccupation mineure
Corytophanes hernandesii est une espèce de sauriens de la famille des Corytophanidae.

## Répartition
Cette espèce se rencontre au Honduras, au Guatemala, au Belize et au Mexique au Quintana Roo, au Yucatán, au Campeche, au Chiapas, en Oaxaca, au Puebla, au Veracruz et au San Luis Potosí.

## Étymologie
Cette espèce est nommée en l'honneur de Francisco Hernández.

## Publication originale
- Gray, 1831 "1830" : A synopsis of the species of Class Reptilia. The animal kingdom arranged in conformity with its organisation by the Baron Cuvier with additional descriptions of all the species hither named, and of many before noticed, V Whittaker, Treacher and Co., London, vol. 9, Supplement, p. 1-110 (texte intégral).